# Chain of Command
Chain of Command (Al servicio del presidente (España) y Bajo la línea de fuego (Hispanoamérica)) es una película de acción estadounidense de 2000 dirigida por John Terlesky y protagonizada por Roy Scheider, Patrick Muldoon y Maria Conchita Alonso.

## Argumento
Mike Connelly es un agente del Servicio Secreto de los Estados Unidos. Como tal es asignado a proteger a Jack Cahill, el recién elegido presidente de los Estados Unidos. Al regresar de la campaña electoral, un asesino sube a bordo del Air Force One e intenta matar a Cahill. Mike resulta herido durante el incidente. Afectado traumáticamente por lo sucedido, Mike es posteriormente reasignado a proteger El Fútbol, los controles de comando nucleares portátiles que tienen el tamaño de una maleta. Como tal debe estar siempre cerca del Presidente en todo momento. Sin embargo, Mike no le gusta proteger a un presidente del cual sabe que es perpetuamente mujeriego y empieza por ello a prepararse para dejar el servicio.
Mientras tanto, China comienza a amenazar a Taiwán, por lo que el presidente Cahill vuela a una reunión privada a bordo del yate de lujo de su buen amigo Ken Fung para ver si puede calmar la situación. En cambio, Fung y sus hombres, una vez estando Cahill a bordo, eliminan a todos los agentes del Servicio Secreto a la primera oportunidad y toman como rehén al Presidente con la intención de obligarlo a utilizar El Fútbol para lanzar un ataque nuclear contra China y así obtener la independencia de Taiwán. Mike es el único agente del Servicio Secreto que sobrevive y ahora tiene la responsabilidad en solitario de detener a Fung antes de que comience una guerra nuclear.

## Reparto
| Actor                 | Papel                            |
| --------------------- | -------------------------------- |
| Roy Scheider          | Presidente Jack Cahill           |
| Patrick Muldoon       | Agente especial Michael Connelly |
| Maria Conchita Alonso | Vicepresidente Gloria Valdez     |
| Michael Biehn         | Craig Thornton                   |
| Ric Young             | Ken Fung                         |
| Lee Sung Hi           | Iris                             |
| William R. Moses      | Agente Gary Phillips             |
| Tom Wright            | Agente Burke                     |
| Philip Tan            | Wu                               |
| Michael Mantell       | David Lehmann                    |

## Producción
La película fue filmada en Los Ángeles y en el barco Queen Mary.

## Recepción
Hoy en día la película ha sido valorada en portales cinematográficos. En IMDb, con 915 votos registrados, el filme obtiene una media ponderada de 4,6 sobre 10. En cuanto a Rotten Tomatoes, los más de 100 votos registrados en ese portal le dieron allí una valoración media de 2,5 de 5. Finalmente en La Vanguardia los usuarios, que dieron su opinión allí, le dieron a la película una aprobación del 53%.